# Jan Ceulemans
Pour les articles homonymes, voir Ceulemans.
Jan Anna Gumaar Ceulemans, né le 28 février 1957 à Lierre en Belgique, est un footballeur international belge, devenu ensuite entraîneur.
Ceulemans a détenu jusqu'au 10 octobre 2017 le record du nombre de sélections en équipe nationale belge, avec 96 matchs joués entre 1976 et 1991. Il a fait partie de l'équipe belge finaliste de l'Euro 1980 et quatrième du Mondial 86, deux des trois meilleures performances internationales des « Diables Rouges ». Il est surtout connu pour les treize saisons qu'il passe au FC Bruges, remportant notamment trois titres de champion de Belgique et trois fois le Soulier d'or. Comme entraîneur, son seul trophée est une Coupe de Belgique remportée avec Westerlo, club qu'il a entraîné durant dix saisons lors de ses deux passages au club entre 1999 et 2012. En mars 2004, il est choisi par Pelé dans la liste FIFA 100 des 125 meilleurs joueurs de football encore en vie.
Aux yeux des supporters belges, il était un joueur combatif, toujours prêt à aller au duel, qualités qui lui valent le surnom de « Sterke Jan ». Il est également surnommé « Caje », d'après le surnom de son père Franz, « Kasse ». Ce surnom venait de la maison familiale des Ceulemans, qui abritait auparavant une laiterie baptisée « In 't Kasselo ». Sans que personne sache vraiment ce que cela voulait dire, Franz Ceulemans est surnommé Kasse par ses voisins. Jan Ceulemans, en tant que fils aîné, reçoit le même surnom, transformé en « Kazze » en dialecte lierrois. Ce surnom sera à son tour transformé en Caje par un journaliste néerlandophone, venu l'interviewer au début de sa carrière. Cette adaptation ayant été publiée dans la presse à grande échelle, elle reste encore aujourd'hui le surnom le plus couramment employé de Jan Ceulemans.
Il entrainait le KMSK Deinze depuis janvier 2015 mais le 15 mai 2015, il met fin à son contrat, en accord avec le club.

## Biographie

### Joueurs
Jan Ceulemans ne connaît que deux clubs dans sa carrière de joueur : le Lierse, le club de sa ville natale, où il s'inscrit dès son plus jeune âge et progresse jusqu'à l'équipe première, et le FC Bruges, avec lequel il remporte plusieurs trophées collectifs et individuels pendant les treize saisons qu'il passe au club, et dont il deviendra l'icône durant les années 1980. Cette fidélité lui vaudra la reconnaissance des supporters brugeois.

#### Lierse (1964-1978)
Jan Ceulemans s'affilie au Lierse à l'âge de sept ans, et y joue dans toutes les équipes de jeunes. En 1974, il fait ses débuts dans l'équipe première, dirigée par Hans Croon, à 17 ans. Lors de sa première saison, il est le plus souvent réserviste, ne faisant que quelques apparitions dans l'équipe. À partir de la saison 1975-1976, il reçoit plus souvent la confiance de son nouvel entraîneur, le Hongrois János Bédl, et débute régulièrement comme titulaire, aux côtés de joueurs comme Herman Helleputte, Hans Posthumus ou  Dimitri Davidović. Il atteint la finale de la Coupe de Belgique cette année-là, mais ne joue pas lors de celle-ci, perdue 4-0 contre Anderlecht.
Le club bruxellois ayant également remporté la Coupe des vainqueurs de coupe, le Lierse est qualifié pour la prochaine édition de la Coupe d'Europe en tant que finaliste malheureux. Au premier tour, le club lierrois est opposé aux Yougoslaves du Hajduk Split. Ils remportent le match aller 1 but à 0, but inscrit par Jan Ceulemans, mais s'inclinent 3-0 au retour. Les bonnes prestations de Ceulemans ne passent pas inaperçues, et le sélectionneur national Guy Thys l'appelle pour la première fois en équipe nationale.
Ceulemans reste au Lierse jusqu'au terme de la saison 1977-1978, où il mène son club à la quatrième place, à seulement quatre points du champion, le FC Bruges. Ce classement permet au club de disputer la Coupe UEFA la saison suivante, mais le Caje n'y participera pas. Au cours de l'été 1978, il est transféré par le champion brugeois pour remplacer à terme le buteur Raoul Lambert.

#### FC Bruges (1978-1992)
Le transfert du joueur avait déjà été conclu entre les deux clubs plusieurs années auparavant, mais l'encadrement technique brugeois estimait qu'il n'était jusqu'alors pas encore prêt pour le haut niveau. Le FC Bruges paie environ neuf millions de francs belges pour s'attacher ses services (plus ou moins 225 000€), un montant record pour l'époque, et il y devient rapidement titulaire en attaque. Le club vient de connaître une période faste, avec trois titres consécutifs, une Coupe de Belgique, et deux finales de Coupe d'Europe perdues, sous la houlette de l'entraîneur autrichien Ernst Happel. Mais celui-ci quitte le club en cours de saison pour devenir sélectionneur national des Pays-Bas, et est remplacé par le hongrois András Béres, lui-même licencié quelques mois plus tard et remplacé par Mathieu Bollen. C'est une saison décevante pour le FC Bruges, qui termine seulement sixième, et s'incline en finale de Coupe de Belgique. Jan Ceulemans parvient néanmoins à s'imposer dans le noyau brugeois, et en fin de saison, il est considéré comme un des joueurs essentiels de l'équipe.
La saison 1979-1980 est de meilleure facture. Il remporte son premier titre de champion de Belgique avec le FC Bruges, tout en se qualifiant avec les Diables Rouges pour la phase finale du Championnat d'Europe 1980 en Italie. Ses performances de haut niveau lors du tournoi, au cours duquel la Belgique ne s'incline que face à l'Allemagne en finale, attirent sur lui l'intérêt de plusieurs grands clubs européens. Le plus concret est l'AC Milan, qui soumet une offre de près de cent millions de francs belges (2 500 000€) à la direction brugeoise pour transférer l'attaquant belge. Après en avoir discuté avec Antoine Vanhove, directeur général du club brugeois, Jan Ceulemans refuse l'offre milanaise et reste à Bruges, poussé également par son tempérament plutôt casanier.
Quelques mois plus tard, en janvier 1981, il reçoit le Soulier d'Or 1980, récompensant son apport dans la conquête du titre national avec le FC Bruges et la place de finaliste obtenue lors de l'Euro. Le club termine sixième du championnat la saison suivante, et voit plusieurs de ses cadres quitter le club, comme René Vandereycken, Fons Bastijns, ou encore Georges Leekens. Avec Hugo Broos, Ceulemans devient le pilier d'une équipe brugeoise en reconstruction, qui évite de peu la relégation en Division 2 en 1982. Avec l'arrivée de l'entraîneur allemand Georg Kessler, les résultats s'améliorent. Jan Ceulemans est replacé dans le milieu du jeu, et chargé de diriger les actions offensives du club. Il atteint à nouveau la finale de la Coupe de Belgique, mais il s'incline face à Beveren.
Malgré le fait qu'il inscrit un minimum de 15 buts par saison avec le FC Bruges, il ne remporte pas de nouveau titre majeur. En 1984, il est néanmoins élu Footballeur Pro de l'année, titre qu'il obtient également la saison suivante. Il reçoit également un deuxième Soulier d'Or en 1985. Au terme de la saison 1985-1986, le FC Bruges termine à égalité de points et de victoires avec le Sporting d'Anderlecht, et doit disputer des test-matchs. Après deux matchs nuls, le titre revient au club bruxellois en vertu de la règle des buts marqués à l'extérieur. Il se console en remportant enfin la Coupe de Belgique quelques jours plus tard, ainsi que la totalité des récompenses individuelles du football belge : un troisième titre de Footballeur Pro consécutif, le prix du douzième homme décerné par les supporters, et le Prix du Fair-Play. Un troisième Soulier d'Or vient s'ajouter à la liste en janvier 1987, récompense de ses très bonnes prestations en club et en équipe nationale, avec laquelle il atteint les demi-finales de la Coupe du monde 1986.
Après huit ans de disette, le FC Bruges remporte un nouveau titre national en 1988, le deuxième pour Jan Ceulemans, désormais « guide » de la nouvelle génération brugeoise, composée entre autres de Marc Degryse et Franky Van der Elst. Il ajoute un nouveau titre à son palmarès deux ans plus tard, cette fois sous la direction de son ancien équipier Georges Leekens, revenu comme entraîneur. Il participe également en fin de saison au Mondiale 1990 en Italie, là où il avait disputé son premier tournoi avec les Diables Rouges dix ans auparavant. Il reçoit le Trophée national du Mérite sportif cette année-là, en récompense de sa carrière et de son apport au football belge.
Un an plus tard, il remporte une seconde fois la Coupe de Belgique, inscrivant le troisième but de son équipe lors de la finale face au FC Malines. Ce sera son dernier trophée. Il est opéré des deux genoux durant la préparation de la saison 1991-1992, et est écarté des terrains pour plusieurs mois. Il effectue son retour pour un match de Coupe des vainqueurs de Coupe contre Katowice, mais il rechute ensuite, ce qui le force à mettre un terme à sa carrière professionnelle  à l'âge de 34 ans le 10 janvier 1992. Il a disputé 501 matchs avec le FC Bruges, inscrivant 240 buts toutes compétitions confondues, ce qui fait de lui le deuxième meilleur buteur de l'Histoire du club derrière Raoul Lambert.

#### En équipe nationale (1976-1991)
Jan Ceulemans est sélectionné pour la première fois par Guy Thys le 10 novembre 1976 à l'occasion d'un match de qualifications pour la Coupe du monde 1978 face à l'Irlande du Nord, mais il ne rentre pas au jeu. Il fait ses débuts effectifs lors du match suivant, le 26 mars 1977 contre les Pays-Bas. Il monte sur le terrain à la mi-temps, mais les Belges s'inclinent 2-0, et ne joueront pas la Coupe du monde en Argentine.
Il participe avec les Diables Rouges aux trois Coupes du monde suivantes, ainsi qu'à deux Championnats d'Europe, réalisant les meilleures performances de l'équipe nationale belge dans ces deux compétitions.
Il dispute son dernier match sous le maillot des Diables le 27 février 1991 contre le Luxembourg, comptant pour les éliminatoires de l'Euro 1992. Il y inscrit le deuxième but du match, son vingt-troisième et dernier but international.

##### L'Euro 1980

Composition des équipes au coup d'envoi de la finale de l'Euro 1980

Le premier tournoi majeur que Jan Ceulemans dispute avec l'équipe belge est le Championnat d'Europe 1980 en Italie. Après un début poussif durant les éliminatoires, avec quatre partages en autant de rencontres, les Diables Rouges remportent leurs quatre derniers matchs et finissent en tête du groupe avec un point d'avance, se qualifiant pour leur deuxième « Euro ». Le tirage au sort leur réserve un « groupe de la mort », avec l'Italie, Espagne et Angleterre, faisant des Belges un oiseau pour le chat au premier abord. Pourtant, après un match nul contre les Anglais, avec le but égalisateur signé Ceulemans, une victoire sur l'Espagne et un nouveau partage face à l'Italie, c'est l'équipe belge qui termine en tête du groupe et accède à la finale, grâce à un plus grand nombre de buts marqués que l'Italie.
Pour la finale face à la RFA, Jan Ceulemans est titularisé en attaque aux côtés de François Van der Elst afin de trouver la faille dans la défense allemande. Les Diables Rouges croient en l'exploit jusqu'à la 88e minute et un but de l'attaquant Horst Hrubesch. Cette deuxième place est la meilleure performance de l'équipe nationale belge lors d'un Championnat d'Europe. L'importance de Ceulemans dans le jeu des Belges lui vaut d'arriver en cinquième position au classement du Ballon d'or 1980.

##### La Coupe du monde 1982
La Belgique se qualifie pour la Coupe du monde 1982 grâce à leur première place dans un groupe comprenant entre autres la France et les Pays-Bas. Durant ces qualifications, Jan Ceulemans inscrit quatre buts en huit matchs, dont deux sont décisifs pour les Diables Rouges, face à Chypre et l'Irlande. Les Belges sont versés dans le même groupe que l'Argentine, champion du monde en titre, contre qui ils s'imposent lors du match d'ouverture à la surprise générale. Ceulemans ne marque pas lors du tournoi, mais donne une passe décisive à Alexandre Czerniatynski lors du troisième match de poules contre la Hongrie, permettant à la Belgique d'égaliser et de franchir le premier tour d'une Coupe du monde pour la première fois de leur Histoire. Les Diables Rouges sont éliminés au deuxième tour après deux défaites, mais Ceulemans et ses coéquipiers ont tout de même disputé un très bon tournoi.

##### L'Euro 1984
Après une campagne de qualification victorieuse, au cours de laquelle Jan Ceulemans inscrit un but contre l'Allemagne de l'Est, la Belgique se qualifie pour son deuxième « Euro » consécutif. Mais à la suite de l'affaire Standard-Waterschei, plusieurs Diables Rouges sont suspendus par la Fédération Belge, dont le capitaine Éric Gerets. Reconnu comme un des meneurs de l'équipe, c'est Jan Ceulemans qui est choisi par Guy Thys pour porter le brassard durant le tournoi.
Les Belges débutent par une victoire contre la Yougoslavie, suivie par une cinglante défaite face à la France de Michel Platini, pays organisateur et futur vainqueur. Lors du match décisif face au Danemark, la Belgique mène 0-2, dont le premier but inscrit par Ceulemans, mais s'incline finalement 3-2. Pour la petite histoire, les trois buteurs danois évoluent à l'époque dans le championnat belge. La Belgique est donc éliminée au premier tour, et quitte l'Euro sur un résultat décevant.

##### La Coupe du monde 1986
Le « Mundiale » au Mexique en 1986 constituait jusqu'en 2018 la plus belle performance de l'équipe nationale belge lors d'une Coupe du monde. Malgré le retour de suspension d'Éric Gerets, Jan Ceulemans est confirmé comme capitaine durant les qualifications. La Belgique termine deuxième de son groupe, départagée au nombre de buts inscrits avec la Pologne, qui finit en tête, et doit ensuite passer par un match de barrages face aux Pays-Bas. Les Belges éliminent leurs voisins et se qualifient ainsi pour la phase finale.
Après un premier tour assez poussif, la Belgique se qualifie pour les huitièmes de finale en tant que « meilleur troisième », et rencontre l'URSS, qui fait figure d'outsider de la compétition. Menés 2-1, Jan Ceulemans égalise pour la Belgique, qui se qualifie après prolongations pour les quarts de finale. La Belgique est opposée à l'Espagne, finaliste de l'Euro deux ans plus tôt, et archi-favori du match. Néanmoins, Ceulemans ouvre le score d'une tête plongeante, et malgré l'égalisation espagnole à cinq minutes du terme, la Belgique se qualifie aux tirs au but pour les demi-finales.
En demi, les Diables Rouges ne peuvent rivaliser avec l'Argentine, emmenée par un Diego Maradona au sommet de son art, et sont éliminés. Ils disputent trois jours plus tard le match pour la troisième place face à la France. Jan Ceulemans ouvre le score après 10 minutes de jeu, mais après une nouvelle prolongation, la Belgique s'incline finalement 2-4 et termine quatrième du tournoi. Cette performance est restée le meilleur résultat des Diables Rouges en Coupe du monde (du moins jusqu'à la coupe du monde 2018), emmenés par Ceulemans, qui reçoit le surnom de « Capitaine Courage » pour son abnégation sur le terrain.

##### La Coupe du monde 1990
L'équipe belge ne parvient pas à se qualifier pour l'Euro 88, et doit attendre la Coupe du monde 1990 en Italie pour participer à un nouveau tournoi international. La Belgique est invaincue durant les qualifications, Jan Ceulemans inscrivant un but lors d'une victoire 3-0 sur le Portugal à Bruxelles. Il annonce son intention de prendre sa retraite internationale à l'issue du tournoi.
Guy Thys choisit de le laisser sur le banc pour le premier match contre la Corée du Sud, lui préférant la révélation Marc Van Der Linden, auteur de sept buts en huit matchs lors des éliminatoires. Il remplace ce dernier à la mi-temps, et même s'il ne marque pas, il aide son équipe à remporter la victoire. Il est titulaire pour le deuxième match face à l'Uruguay, et inscrit le troisième but de son équipe, assurant ainsi la victoire et la qualification pour les huitièmes de finale. Sa prestation, ainsi que celle d'Enzo Scifo lors de ce match, leurs valent les éloges de la presse internationale. À la suite de la suspension d'Éric Gerets due à son exclusion contre l'Uruguay, Jan Ceulemans reprend le brassard de capitaine pour le dernier match de poule contre l'Espagne. La défaite 2-1 n'a aucune conséquence, et la Belgique affronte l'Angleterre au tour suivant. Ceulemans conserve le capitanat malgré le retour de Gerets dans l'équipe. Les Diables Rouges tiennent le 0-0 jusqu'à la 119e minute, moment où David Platt inscrit le but de la victoire pour les Anglais.

##### Derniers matchs internationaux
Depuis septembre 1989, la réunification allemande est en marche. Cet événement a un impact sur le monde du football, les deux sélections de la RDA et de la RFA étant appelées à ne plus en faire qu'une seule. Le dernier match de l'équipe de RDA est un match amical disputé à Bruxelles contre la Belgique, le 12 septembre 1990, soit le jour même de la signature du Traité de Moscou fixant les modalités de la réunification. Jan Ceulemans est sur le terrain ce jour-là, mais il ne peut empêcher les Allemands de l'Est de mettre un terme à leur histoire sur une victoire.
Viennent ensuite les qualifications pour l'Euro 1992, le dernier grand tournoi qui constitue l'objectif de la « vieille génération » de Diables Rouges comme Jan Ceulemans, Éric Gerets, Lei Clijsters ou encore Erwin Vandenbergh. Il prend part aux deux premiers matchs des éliminatoires, contre le Pays de Galles et le Luxembourg, ainsi qu'à un match amical en Italie. Lors du match contre le Luxembourg, le 27 février 1991, il honore pour l'occasion sa 96e cape, et inscrit son 23e but en équipe nationale. Non convoqué par Guy Thys pour le prochain match face à l'Allemagne réunifiée, il décide alors de laisser sa place à la nouvelle génération de « Diables Rouges » et prend sa retraite internationale.

#### Style de jeu
D'un gabarit plutôt imposant, Jan Ceulemans base l'essentiel de son jeu sur son physique et sa puissance, sans toutefois s'en contenter. Très endurant, il est capable de couvrir une longue distance sur le terrain sans perdre en lucidité ni en fraîcheur. Ses qualités, ainsi que sa détermination tout au long des matchs, lui ont valu le surnom de « Sterke Jan » (« Jan le fort » en néerlandais) de la part des supporters et des journalistes belges. Doté d'un caractère fort, il est un meneur naturel partout où il passe, et reçoit le brassard de capitaine à Bruges et ches les Diables Rouges. Le fait qu'il soit rarement blessé renforce son image de « guerrier » auprès du public.
Lorsqu'il évolue comme attaquant de pointe, il utilise son corps pour faire pression sur les défenseurs adverses et remporter les duels physiques. Doté d'un grand sens du but ayant fait de lui un des meilleurs buteurs de l'Histoire du football belge, il est également capable de gestes techniques importants, comme le but qu'il inscrit contre la France le 29 avril 1981, grâce à un enchaînement amortie de la poitrine, contrôle de la tête et reprise de volée.
Au fil de sa carrière, il lui arrive de jouer de plus en plus souvent comme milieu de terrain offensif et meneur de jeu, chargé de diriger les actions offensives aussi bien au FC Bruges qu'en équipe nationale. Il démontre alors d'autres atouts dans son jeu, comme une bonne vision du jeu et une grande qualité de passeur, donnant de nombreuses passes décisives à ses coéquipiers, en plus des buts qu'il continue d'inscrire régulièrement. En reculant dans le jeu, il est amené à effectuer plus de travail défensif, ce qu'il accomplit en se basant sur ses qualités physiques.

### Entraîneur
Après sa retraite sportive, Jan Ceulemans décide de devenir entraîneur. Il espère d'abord intégrer l'encadrement technique du FC Bruges, les dirigeants du club lui ayant affirmé qu'ils lui réserveraient une place. Ayant dû quitter le club brugeois en juin par la petite porte, il ne trouve pas de poste disponible dans l'immédiat, et est contraint de s'inscrire comme demandeur d'emploi. Néanmoins, en octobre 1992, il entame sa seconde carrière en Division 2, à l'Eendracht Alost, qu'il mène en Coupe UEFA deux ans plus tard. Après un licenciement et un nouveau départ à Ingelmunster, qu'il fait monter de Division 3 en Division 2, il rejoint le KVC Westerlo, où il réalise ses meilleures performances, obtenant une Coupe de Belgique en 2001. Il entraîne ce club depuis 1999, avec une interruption de deux ans entre 2005 et 2007, lors de son passage de huit mois au FC Bruges, suivi d'une année sabbatique après son licenciement.

#### Les débuts à l'Eendracht Alost
Après sa retraite sportive, Jan Ceulemans se reconvertit comme entraîneur. Il est engagé en octobre 1992 par l'Eendracht Alost, qui milite à l'époque en Division 2. L'équipe, comportant entre autres des joueurs comme Gilles De Bilde, Godwin Okpara ou Kris Temmerman, avait mal débuté le championnat, et la direction du club avait décidé de licencier Jean-Pierre Vande Velde pour donner sa chance à Ceulemans. Il parvient à redresser la situation, et mène le club à la quatrième place, qualificative pour le tour final. Les alostois terminent deuxième derrière le KV Ostende et ne remontent pas en première division. La saison suivante, le club termine à nouveau quatrième, mais cette fois il remporte le tour final et rejoint l'élite nationale.
Les hommes de Jan Ceulemans créent la surprise lors de la saison 1994-1995 pour leur retour en D1. Les « ajuinen » atteignent les demi-finales de la Coupe de Belgique, et terminent à la quatrième place en championnat. Au niveau individuel, Gilles De Bilde remporte le Soulier d'Or 1994 et Godwin Okpara le Soulier d'ébène. Ces deux joueurs soulignent l'apport de leur entraîneur dans leurs performances individuelles[réf. nécessaire]. Lors de la saison suivante, Alost découvre la Coupe d'Europe, et Ceulemans la retrouve comme entraîneur. Après avoir éliminé le Levski Sofia, les alostois sont trop faibles face à l'AS Rome et sont éliminés. C'est encore aujourd'hui la seule campagne européenne du club. En championnat, les résultats sont moins bons, le club terminant seulement 12e. La saison suivante est encore pire, les résultats sont décevants et le club lutte pour son maintien parmi l'élite. Ceulemans sait déjà que son contrat ne sera pas prolongé en fin de saison, et après une défaite 1-0 face à Saint-Trond, il préfère rendre sa démission au soir de la 24e journée. Les dirigeants alostois appellent alors Urbain Haesaert pour assurer l'intérim au moins jusqu'en fin de saison.

#### Passage par Ingelmunster
N'ayant pas reçu d'offre concrète de la part d'un club de Division 1, Jan Ceulemans choisit de redescendre dans la hiérarchie du football belge, et rejoint le club d'Ingelmunster, tout juste promu en troisième division. Lors de sa première saison sous ses ordres, le club termine vice-champion, mais échoue lors du tour final pour la montée en Division 2. Ceulemans choisit de rester à Ingelmunster, malgré l'intérêt de clubs de D2 et de D1, dont notamment Lommel. Il mène l'équipe au titre dans sa série en 1999, lui permettant de rejoindre la deuxième division pour la première fois de son Histoire. La même année, il atteint les quarts de finale de la Coupe de Belgique, seulement éliminé par le Standard de Liège, futur finaliste. Ses deux années de succès à Ingelmunster attirent l'attention de clubs plus huppés, et finalement Jan Ceulemans rejoint le KVC Westerlo, un club de première division, au terme de la saison.

#### Confirmation à Westerlo
Pour son retour en Division 1, Ceulemans arrive dans un club habitué à terminer dans le milieu du classement, sans jamais être menacé pour son maintien. Il apporte du sang neuf au club campinois, lui permettant de terminer à la sixième place du championnat 1999-2000, à égalité de points avec le Standard de Liège. Il donne sa chance à des joueurs venus des divisions inférieures, comme Toni Brogno qui termine meilleur buteur du championnat, ou à des joueurs revanchards qui veulent prouver qu'ils ont encore leur place au plus haut niveau, comme Benoît Thans. Le club se forge une réputation de « Giant Killer » à domicile, ne concédant qu'une seule défaite dans leur stade du Kuipje. Ils infligent notamment un cinglant 5-0 au Sporting d'Anderlecht à quelques journées de la fin, retardant le sacre du club bruxellois. Aujourd'hui encore, le déplacement à Westerlo est appréhendé par les joueurs bruxellois, le club étant devenu leur « bête noire » au fil des ans. Le bon classement du club en championnat lui octroie une place au premier tour de la Coupe Intertoto 2000. Mais le match tombant trop tôt dans la préparation, le club décide d'aligner des espoirs, et se fait éliminer d'emblée.
La saison suivante, le club termine huitième en championnat, signant leur plus large victoire en championnat, 8-0 contre le FC Malines. Mais cette saison est surtout marquée par la victoire en Coupe de Belgique des hommes de Ceulemans. C'est le premier trophée majeur remporté par le club, ainsi que pour Jan Ceulemans. Cette victoire intervient dix ans après sa dernière Coupe de Belgique remportée en tant que joueur avec le FC Bruges.
Cette victoire en Coupe permet à Ceulemans et ses joueurs de (re-)découvrir la Coupe UEFA. Dispensé du tour préliminaire en tant que vainqueur de la Coupe nationale, Westerlo est éliminé dès le premier tour par le Hertha Berlin. En championnat, le club termine 14e, son plus mauvais classement depuis son accession à l'élite, mais néanmoins à bonne distance des places de relégables. Lors des trois saisons suivantes, Ceulemans stabilise le club en milieu de classement, terminant respectivement 10e, 6e et 12e. C'est grâce à lui que des joueurs comme Tosin Dosunmu ou Jajà Coelho se révèlent au grand public.

#### Échec au FC Bruges
Durant l'été 2005, il est recruté par la direction du FC Bruges pour prendre la succession du norvégien Trond Sollied, parti à l'Olympiakos Le Pirée. Il y retrouve plusieurs de ses anciens coéquipiers : Marc Degryse y est directeur technique, René Verheyen et Franky Van der Elst sont ses adjoints, et Dany Verlinden est l'entraîneur des gardiens. Il est également le dixième ancien joueur du club à en devenir ensuite entraîneur. Il remporte la Supercoupe de Belgique quelques semaines après son arrivée, premier objectif de la saison pour le club, qui vise au minimum une qualification pour la prochaine Ligue des champions. Mais après quatre saisons conclues chacune par un trophée, soit la Coupe, soit le championnat, le club a perdu plusieurs de ses cadres comme David Rozehnal, Timmy Simons ou Nastja Čeh, et Ceulemans doit reconstruire une équipe compétitive avec cinq nouveaux joueurs, parmi lesquels Sven Vermant, de retour au club, et Joos Valgaeren, l'international belge venu en droite ligne du Celtic.
Les résultats en championnat sont en dents de scie, le club manquant de régularité. Il est également éliminé dès son entrée en lice en Coupe de Belgique au stade des seizièmes de finale par les promus de Zulte-Waregem. Néanmoins, il se qualifie pour la phase de groupes de la Ligue des Champions, dont il termine troisième, derrière la Juventus et le Bayern Munich. Le club est repêché en Coupe UEFA, mais est éliminé directement par l'AS Rome.
N'ayant plus que le championnat à jouer, Jan Ceulemans ne parvient pas à trouver l'équilibre dans son équipe, qui continue à enchaîner les bons matchs et les très mauvais. La défaite 4-1 face à La Gantoise, et les cinq points remportés sur les six derniers matchs, signent la fin de son règne au FC Bruges, neuf mois après son arrivée. Il est licencié le 3 avril 2006, ainsi que son adjoint René Verheyen.

#### Retour à Westerlo
Après son éviction du FC Bruges, Jan Ceulemans décide de prendre une année sabbatique pour, selon ses dires, se remettre du choc de cette séparation brutale. Il revient à Westerlo en juin 2007, où il reprend sa place laissée pendant deux ans à Herman Helleputte, parti au Lierse. Il y signe un contrat portant sur les trois prochaines saisons, sans autre objectif que de conserver la stabilité du club en première division, et d'éviter la lutte pour le maintien. En 2008-2009, il égale la meilleure performance du club, qui termine sixième, à sept points des places européennes. La saison suivante voit l'instauration des play-offs dans le championnat de Belgique. Westerlo termine 12e de la phase classique du championnat, puis remporte son groupe en play-offs 2. Il s'incline finalement face à Genk en finale des play-offs 2, et ne participe pas au barrage pour l'attribution du dernier ticket européen. Après avoir annoncé qu'il songeait à mettre un terme à sa carrière d'entraîneur au plus haut niveau, Jan Ceulemans prolonge son contrat jusqu'en juin 2012.
Jan Ceulemans mène à nouveau Westerlo en finale de Coupe de Belgique en 2011, mais cette fois il doit s'incliner face au Standard de Liège. Malgré tout, le club est qualifié pour la deuxième fois de son Histoire pour la Ligue Europa. Les joueurs campinois franchissent un tour pour la première fois en éliminant les finlandais du TPS Turku au deuxième tour de qualification. Ils sont éliminés au tour suivant par les Young Boys Berne. La saison se termine malheureusement très mal pour le club, qui termine avant-dernier du championnat et doit donc disputer les « Play-offs 3 » face à Saint-Trond. Westerlo remporte ce duel mais échoue à se maintenir parmi l'élite via le tour final de Division 2. Ceulemans quitte alors ses fonctions au sein du club campinois.

#### Nouveau départ à Cappellen
Le 3 octobre 2012, Jan Ceulemans signe un contrat au Royal Cappellen Football Club, alors treizième sur dix-huit en Division 3A.

## Statistiques

### Statistiques en clubs
Jan Ceulemans est un des buteurs les plus prolifiques de l'Histoire du football belge, avec au moins 280 buts marqués en 14 saisons. Malgré cette facilité à trouver le chemin des filets adverses, il n'est jamais meilleur buteur du championnat. Lors de la saison 1979-1980, il inscrit 29 buts en championnat, mais il est dépassé par Erwin Vandenbergh, son successeur au Lierse, qui en marque dix de plus. Avec 230 buts en 14 saisons de championnat, il est le dixième meilleur buteur en championnat de Belgique.
| Saison                | Club                  | Championnat           | Championnat | Championnat | Coupe(s) nationale(s) | Coupe(s) nationale(s) | Compétition(s) continentale(s) | Compétition(s) continentale(s) | Compétition(s) continentale(s) | Total | Total |
| Saison                | Club                  | Division              | M.          | B.          | M.                    | B.                    | Comp.                          | M.                             | B.                             | M.    | B.    |
| 1974-1975             | Lierse SK             | Division 1            | 15          | 1           | -                     | -                     | -                              | 0                              | 0                              | 15    | 1     |
| 1975-1976             | Lierse SK             | Division 1            | 29          | 12          | -                     | -                     | -                              | 0                              | 0                              | 29    | 12    |
| 1976-1977             | Lierse SK             | Division 1            | 34          | 12          | -                     | -                     | C2                             | 2                              | 1                              | 36    | 13    |
| 1977-1978             | Lierse SK             | Division 1            | 32          | 14          | -                     | -                     | -                              | 0                              | 0                              | 32    | 14    |
| Sous-total            | Sous-total            | Sous-total            | 110         | 39          | -                     | -                     | -                              | 2                              | 1                              | 112   | 40    |
| 1978-1979             | FC Bruges             | Division 1            | 34          | 13          | 8                     | 9                     | C1                             | 2                              | 1                              | 44    | 23    |
| 1979-1980             | FC Bruges             | Division 1            | 34          | 29          | 5                     | 4                     | -                              | 0                              | 0                              | 39    | 33    |
| 1980-1981             | FC Bruges             | Division 1            | 33          | 12          | 3                     | 1                     | C1                             | 2                              | 1                              | 38    | 14    |
| 1981-1982             | FC Bruges             | Division 1            | 29          | 11          | 2                     | 0                     | C3                             | 2                              | 0                              | 33    | 11    |
| 1982-1983             | FC Bruges             | Division 1            | 33          | 14          | 8                     | 6                     | -                              | 0                              | 0                              | 41    | 20    |
| 1983-1984             | FC Bruges             | Division 1            | 31          | 15          | 2                     | 0                     | -                              | 0                              | 0                              | 33    | 15    |
| 1984-1985             | FC Bruges             | Division 1            | 27          | 17          | 4                     | 3                     | C3                             | 3                              | 1                              | 34    | 21    |
| 1985-1986             | FC Bruges             | Division 1            | 31          | 13          | 9                     | 7                     | C3                             | 4                              | 1                              | 44    | 21    |
| 1986-1987             | FC Bruges             | Division 1            | 28          | 12          | 2                     | 1                     | C2                             | 2                              | 0                              | 32    | 13    |
| 1987-1988             | FC Bruges             | Division 1            | 30          | 13          | 3                     | 2                     | C3                             | 9                              | 5                              | 42    | 20    |
| 1988-1989             | FC Bruges             | Division 1            | 28          | 13          | 4                     | 0                     | C1                             | 4                              | 0                              | 36    | 13    |
| 1989-1990             | FC Bruges             | Division 1            | 34          | 15          | 2                     | 3                     | C3                             | 4                              | 1                              | 40    | 19    |
| 1990-1991             | FC Bruges             | Division 1            | 33          | 14          | 7                     | 3                     | C1                             | 7                              | 0                              | 47    | 17    |
| 1991-1992             | FC Bruges             | Division 1            | 0           | 0           | 0                     | 0                     | C2                             | 1                              | 0                              | 1     | 0     |
| Sous-total            | Sous-total            | Sous-total            | 405         | 191         | 59                    | 39                    | -                              | 37                             | 10                             | 501   | 240   |
| Total sur la carrière | Total sur la carrière | Total sur la carrière | 515         | 230         | 59                    | 39                    | -                              | 39                             | 11                             | 613   | 280   |

### Statistiques en équipe nationale
| Compétition               | Début | Fin  | Éliminatoires | Éliminatoires | Phase finale | Phase finale | Total  | Total |
|                           |       |      | Matchs        | Buts          | Matchs       | Buts         | Matchs | Buts  |
| ------------------------- | ----- | ---- | ------------- | ------------- | ------------ | ------------ | ------ | ----- |
| Coupe du monde 1978       | 1977  | 1978 | 3             | 0             | -            | -            | 3      | 0     |
| Championnat d'Europe 1980 | 1978  | 1980 | 5             | 0             | 4            | 1            | 9      | 1     |
| Coupe du monde 1982       | 1980  | 1982 | 7             | 4             | 5            | 0            | 12     | 4     |
| Championnat d'Europe 1984 | 1982  | 1984 | 6             | 1             | 3            | 1            | 9      | 2     |
| Coupe du monde 1986       | 1984  | 1986 | 7             | 0             | 7            | 3            | 14     | 3     |
| Championnat d'Europe 1988 | 1986  | 1988 | 6             | 2             | -            | -            | 6      | 2     |
| Coupe du monde 1990       | 1988  | 1990 | 7             | 1             | 4            | 1            | 11     | 2     |
| Championnat d'Europe 1992 | 1990  | 1992 | 2             | 1             | -            | -            | 2      | 1     |
| Matchs amicaux            | 1977  | 1991 | -             | -             | -            | -            | 30     | 8     |
| TOTAL                     | 1977  | 1991 | 43            | 9             | 23           | 6            | 96     | 23    |

#### Les 96 matchs internationaux de Jan Ceulemans
Jan Ceulemans dispute donc 96 rencontres sous le maillot des Diables Rouges, et reste sur le banc lors de trois autres rencontres, portant son nombre de « sélections » à 99. Ces trois rencontres sont indiquées en italique dans le tableau ci-dessous.
Les résultats sont notés sans tenir compte de l'ordre habituel « Domicile-Extérieur », le score de la Belgique étant toujours indiqué en premier.

### Entraîneur
Depuis le début de sa carrière, il a dirigé plus de 600 matchs en compétitions officielles (championnat, Coupe, Coupes d'Europe, etc), remportant trois trophées nationaux. Le tableau ci-dessous reprend le détail, saison par saison, des performances des équipes entraînées par Jan Ceulemans dans chaque compétition. Seules les rencontres lors desquelles il est l'entraîneur principal sont prises en compte.
Les statistiques s'arrêtent au terme de la saison 2010-2011, dernière saison complète en date.
| Saison    | Équipe                         | Niveau                         | Championnat | Championnat | Championnat | Championnat | Championnat | Coupe | Coupe | Coupe | Coupe | Autres | Autres | Autres | Autres | Total | Total | Total | Total | % V    | Remarques |
|           |                                |                                | E           | V           | D           | N           | P           | E     | V     | D     | N     | E      | V      | D      | N      | E     | V     | D     | N     |        | |
| --------- | ------------------------------ | ------------------------------ | ----------- | ----------- | ----------- | ----------- | ----------- | ----- | ----- | ----- | ----- | ------ | ------ | ------ | ------ | ----- | ----- | ----- | ----- | ------ | --- |
| 1992-1993 | Eendracht Alost                | Division 2                     | 22          | 9           | 6           | 7           | 4e          | 0     | 0     | 0     | 0     | 6      | 2      | 3      | 1      | 28    | 11    | 9     | 8     | 39,3 % | Engagé après 8 journées 2e du tour final |
| 1993-1994 | Eendracht Alost                | Division 2                     | 30          | 15          | 7           | 8           | 4e          | 3     | 2     | 1     | 0     | 6      | 4      | 0      | 2      | 39    | 21    | 8     | 10    | 53,8 % | Remporte le tour final Montée en Division 1 16èmes de finale en Coupe de Belgique                                                                                              |
| 1994-1995 | Eendracht Alost                | Division 1                     | 34          | 14          | 9           | 11          | 4e          | 5     | 3     | 1     | 1     | 0      | 0      | 0      | 0      | 39    | 17    | 10    | 12    | 43,6 % | Qualifié pour la Coupe UEFA Demi-finaliste en Coupe de Belgique |
| 1995-1996 | Eendracht Alost                | Division 1                     | 34          | 11          | 14          | 9           | 14e         | 2     | 1     | 0     | 1     | 4      | 2      | 1      | 1      | 40    | 14    | 15    | 11    | 30 %   | 8èmes de finale en Coupe de Belgique 16èmes de finale en Coupe UEFA |
| 1996-1997 | Eendracht Alost                | Division 1                     | 24          | 4           | 11          | 9           | 15e         | 3     | 2     | 0     | 1     | 0      | 0      | 0      | 0      | 27    | 6     | 11    | 10    | 22,2 % | Licencié après 24 matchs Quarts de finale en Coupe de Belgique |
| 1992-1997 | Total avec l'Eendracht Alost   | Total avec l'Eendracht Alost   | 144         | 53          | 47          | 44          | -           | 13    | 8     | 2     | 3     | 16     | 8      | 4      | 4      | 173   | 69    | 53    | 51    | 39,9 % | Remporte un tour final de D2 Une qualification en Coupe UEFA |
| 1997-1998 | KSV Ingelmunster               | Division 3                     | 20          | 8           | 5           | 7           | 2e          | 0     | 0     | 0     | 0     | 3      | 2      | 1      | 0      | 23    | 10    | 6     | 7     | 43,5 % | Battu en finale du tour final pour la montée |
| 1998-1999 | KSV Ingelmunster               | Division 3                     | 30          | 18          | 6           | 6           | 1er         | 6     | 5     | 1     | 0     | 0      | 0      | 0      | 0      | 36    | 23    | 7     | 6     | 63,9 % | Champion de Division 3 Montée en Division 2 Quarts de finale en Coupe de Belgique                                                                                              |
| 1997-1999 | Total avec le KSV Ingelmunster | Total avec le KSV Ingelmunster | 50          | 26          | 11          | 13          | -           | 6     | 5     | 1     | 0     | 3      | 2      | 1      | 0      | 59    | 33    | 13    | 13    | 55,9 % | Champion de Division 3 Montée en Division 2 |
| 1999-2000 | KVC Westerlo                   | Division 1                     | 34          | 16          | 10          | 8           | 6e          | 2     | 1     | 1     | 0     | 0      | 0      | 0      | 0      | 36    | 17    | 11    | 8     | 47,2 % | Qualifié pour la Coupe Intertoto 8èmes de finale en Coupe de Belgique |
| 2000-2001 | KVC Westerlo                   | Division 1                     | 34          | 15          | 11          | 8           | 8e          | 6     | 6     | 0     | 0     | 2      | 0      | 2      | 0      | 42    | 21    | 13    | 8     | 50 %   | Vainqueur de la Coupe de Belgique Éliminé au 1er tour en Coupe Intertoto |
| 2001-2002 | KVC Westerlo                   | Division 1                     | 34          | 9           | 16          | 9           | 14e         | 2     | 1     | 1     | 0     | 3      | 0      | 3      | 0      | 39    | 10    | 20    | 9     | 25,6 % | 8èmes de finale en Coupe de Belgique Éliminé au 1er tour en Coupe UEFA Battu en Supercoupe de Belgique                                                                         |
| 2002-2003 | KVC Westerlo                   | Division 1                     | 32          | 12          | 16          | 4           | 10e         | 2     | 1     | 1     | 0     | 0      | 0      | 0      | 0      | 34    | 13    | 17    | 4     | 38,2 % | 8èmes de finale en Coupe de Belgique |
| 2003-2004 | KVC Westerlo                   | Division 1                     | 34          | 14          | 10          | 10          | 6e          | 2     | 1     | 0     | 1     | 0      | 0      | 0      | 0      | 36    | 15    | 10    | 11    | 41,7 % | Qualifié pour la Coupe Intertoto 8èmes de finale en Coupe de Belgique |
| 2004-2005 | KVC Westerlo                   | Division 1                     | 34          | 11          | 17          | 6           | 12e         | 1     | 0     | 1     | 0     | 2      | 0      | 1      | 1      | 37    | 11    | 19    | 7     | 29,7 % | 16èmes de finale en Coupe de Belgique Éliminé au 2e tour en Coupe Intertoto |
| 1999-2005 | Total avec le KVC Westerlo (1) | Total avec le KVC Westerlo (1) | 202         | 77          | 80          | 45          | -           | 15    | 10    | 4     | 1     | 7      | 0      | 6      | 1      | 224   | 87    | 90    | 47    | 38,8 % | Vainqueur de la Coupe de Belgique Une qualification en Coupe UEFA Deux qualifications en Coupe Intertoto                                                                       |
| 2005-2006 | FC Bruges                      | Division 1                     | 29          | 14          | 6           | 9           | 3e          | 1     | 0     | 1     | 0     | 11     | 4      | 4      | 3      | 41    | 18    | 11    | 12    | 43,9 % | Licencié après 29 matchs Vainqueur de la Supercoupe de Belgique 16èmes de finale en Coupe de Belgique 3e dans son groupe en Ligue des Champions 16èmes de finale en Coupe UEFA |
| 2005-2006 | Total avec le FC Bruges        | Total avec le FC Bruges        | 29          | 14          | 6           | 9           | -           | 1     | 0     | 1     | 0     | 11     | 4      | 4      | 3      | 41    | 18    | 11    | 12    | 43,9 % | Vainqueur de la Supercoupe de Belgique |
| 2007-2008 | KVC Westerlo                   | Division 1                     | 34          | 12          | 13          | 9           | 9e          | 1     | 0     | 1     | 0     | 0      | 0      | 0      | 0      | 35    | 12    | 14    | 9     | 34,3 % | 16èmes de finale en Coupe de Belgique |
| 2008-2009 | KVC Westerlo                   | Division 1                     | 34          | 15          | 12          | 7           | 6e          | 2     | 1     | 1     | 0     | 0      | 0      | 0      | 0      | 36    | 16    | 13    | 7     | 44,4 % | 8èmes de finale en Coupe de Belgique |
| 2009-2010 | KVC Westerlo                   | Division 1                     | 28          | 8           | 12          | 8           | 12e         | 4     | 2     | 1     | 1     | 8      | 3      | 2      | 3      | 40    | 13    | 15    | 12    | 32,5 % | Battu en finale des Play-offs 2 Quarts de finale de Coupe de Belgique |
| 2010-2011 | KVC Westerlo                   | Division 1                     | 30          | 11          | 11          | 8           | 8e          | 7     | 3     | 2     | 2     | 8      | 4      | 0      | 4      | 45    | 18    | 13    | 14    | 40 %   | Remporte la finale des Play-offs 2 Barrage pour la Ligue Europa annulé Finaliste de la Coupe de Belgique Qualification pour la Ligue Europa                                    |
|           |                                |                                |             |             |             |             |             |       |       |       |       |        |        |        |        |       |       |       |       |        | |
| 1992-2011 | Total de carrière d'entraîneur | Total de carrière d'entraîneur | 551         | 216         | 192         | 143         | -           | 49    | 29    | 13    | 7     | 53     | 21     | 17     | 15     | 653   | 266   | 222   | 165   | 40,7 % | Voir palmarès ci-dessous 5 participations aux Coupes européennes |

Les données de ce tableau proviennent essentiellement de la fiche d'entraîneur de Jan Ceulemans sur le site Belgium Soccer Database (nl), ainsi que de l'historique des différentes éditions de la Coupe de Belgique sur ce même site.

## Palmarès, records et distinctions
Comme joueur, Jan Ceulemans a remporté à plusieurs reprises tous les trophées possibles en Belgique : championnat, Coupe et Supercoupe, tous avec le FC Bruges. D'un point de vue individuel, il a également reçu plusieurs fois chaque prix distinctif, à l'exception du Trophée national du Mérite sportif qu'il ne reçoit qu'une fois... le règlement ne permettant pas d'en recevoir plus d'un durant sa carrière.
Il était encore en 2016 le détenteur du record de matchs joués sous le maillot des Diables Rouges, avec 96 « capes ». Il devançait alors Timmy Simons qui en compte 93 et un duo composé de Franky Van der Elst et Éric Gerets, tous deux à 86. Le défenseur Jan Vertonghen l'a récemment dépassé en honorant sa 97e sélection le 10 octobre 2017 face à Chypre.

### Joueur

#### Trophées collectifs
Officiels
- 3 fois champion de Belgique en 1980, 1988 et 1990 avec le FC Bruges[58].
- 2 fois vainqueur de la Coupe de Belgique en 1986 et 1991 avec le FC Bruges.
- 5 fois vainqueur de la Supercoupe de Belgique en 1980, 1986, 1988, 1990 et 1991 avec le FC Bruges.

Amicaux
- 4 fois vainqueur des Matines brugeoises en 1979, 1981, 1984 et 1990 avec le FC Bruges.
- 1 fois vainqueur de la Coupe Kirin en 1981 avec le FC Bruges.
- 1 fois vainqueur du Tournoi d'Amsterdam en 1990 avec le FC Bruges.

#### Performances en équipe nationale
- 96 sélections en équipe nationale, ce qui le place en 2e place des joueurs belges les plus capés en selection nationale. Jan Vertonghen le détrone de sa 1e place en 2017.
- 23 buts marqués, faisant de Jan Ceulemans le huitième meilleur buteur des Diables Rouges en 2011[59]
- Trophée national du Mérite sportif en 1980.
- Participation à trois Coupes du monde :
  - Quatrième de la Coupe du monde 1986
  - Deuxième tour de la Coupe du monde 1982 (parmi les 12 meilleures équipes)
  - Huitième de finaliste de la Coupe du monde 1990
- Participation à deux Championnats d'Europe :
  - Finaliste de l'Euro 1980 (meilleure performance de la Belgique lors d'un Euro)
  - Premier tour de l'Euro 1984

#### Distinctions individuelles
- 3 fois Soulier d'or belge en 1980, 1985 et 1986[60].
- Membre du l'équipe du tournoi Euro 1980[61].
- Ballon d'Or 5e place: 1980[62].
- Ballon d'Or nominations: 1981[63], 1985[64], 1986[65].
- Membre du Onze de bronze en 1981[66].
- 3 fois Footballeur Pro de l'année en 1984, 1985 et 1986[67].
- All-Star Team de la Coupe du monde 1986[68].
- Prix du fair-play en 1986[69].
- Lauréat du Trophée national du Mérite sportif en 1990[70].
- World Soccer Magazine "World XI" en 1990[71].
- Élu 2e meilleur joueur belge du siècle en 1995[72].
- Platina 11 (La meilleure équipe en 50 ans de gagnants du Soulier d'Or) en 2003[73].
- Nommé dans la liste FIFA 100 en mars 2004[74].
- Élu dans la meilleure équipe du Soulier d'Or de tous les temps en 2011[75].
- These Football Times Top 50 légendes: 2017[76].
- Élu dans l'équipe RBFA 125 ans d’icônes: 2020[77].
- Dixième meilleur buteur de l'Histoire du championnat de Belgique, avec 230 buts inscrits[45].

### Entraîneur
- 1 fois vainqueur de la Coupe de Belgique en 2001 avec Westerlo.
- 1 fois vainqueur de la Supercoupe de Belgique en 2005 avec le FC Bruges.
- 1 fois vainqueur du Tour final de Division 2 en 1994 avec l'Eendracht Alost.
- 1 fois champion de Belgique de Division 3 en 1999 avec le KSV Ingelmunster.

## Vie privée
Jan Ceulemans est né le 28 février 1957 à Lierre, une ville belge située entre Anvers et Malines, en région flamande. Ses parents sont Frans Ceulemans et Yvonne Feyaerts, et il a trois frères dont il est l'aîné, Jules, Joris et Johan. Il est marié depuis 1979, et a eu deux enfants avec sa femme, Christophe, né en 1985, et Catherine, née en 1992.